# Марсель Ланжіє
Марсель Ланжіє (фр. Marcel Langiller, нар. 2 червня 1908, Шарантон-ле-Пон, Франція — пом. 28 грудня 1980, Париж, Франція) — французький футболіст, що грав на позиції нападника. Учасник першого чемпіонату світу.

## Спортивна кар'єра
У другій половині 20-х років виспупав за столичний клуб «Серкль Атлетік». В сезоні 1927/28 його команда дійшла до фіналу національного кубка, але у вирішальному матчі поступилася землякам із «Ред Стару» (1:3).  
Своєю грою за цю команду привернув увагу представників тренерського штабу клубу «Ексельсіор», до складу якого приєднався 1929 року. Відіграв за команду з Рубе наступні п'ять сезонів своєї ігрової кар'єри. У 1932 році була заснована професіональна ліга. 
У першому сезоні, команда з півночі Франції, здобула єдиний в своїй історії трофей. 
На шляху до фіналу були здобуті перемоги над «Руаном», «Ніццею» і «Сетом». Суперниками у вирішальному матчі були земляки з «Расінга». У перші 26 хвилин гри нападники Жульєн Буже, Норберт Ван Канегем та Марсель Ланжіє забили три м'ячі і «Ексельсіор» став переможцем кубка Франції.
В сезоні 1934/35 захищав кольори паризького «Ред Стару». Всього в першому дивізіоні французького футболу провів 44 матчі, 13 забитих м'ячів. У другій половині 30-х років виступав за команди другого дивізіону «Сент-Етьєн» і «Серкль Атлетік» (Париж).
У складі національної команди дебютував 22 травня 1927 року. На стадіоні у Коломбі господарі зазнали нищівної поразки від збірної Іспанії (1:4). Наступного року поїхав на IX літні Олімпійські ігри в Амстердамі. Французи на турнірі провели одну гру — проти італійців (поразка 3:4).
Влітку 1930 року, в Уругваї, відбулася перша світова першість. На турнір приїхали лише чотири європейських збірних: Бельгії, Румунії, Франції й Югославії. У стартовому матчі групи «А» французи здобули переконливу перемогу над збірною Мексики (4:1). На 19-й хвилині Люсьєн Лоран відкрив рахунок у грі, наприкінці першого тайму Марсель Ланжіє його подвоїв, а в другій половині Андре Машіно зробив «дубль». В наступних поєдинках французи зазнали мінімальних поразок від збірних Аргентини і Чилі. У підсумку третє місце, а переможці групи — аргентинці — дійшли до фіналу, де поступилися господарям змагання.
14 травня 1931 року на стадіоні в Коломбі, французи здобули сенсаційну перемогу над збірною Англії з рахунком 5:2. У воротах британського голкіпера відзначилися Едмон Дельфур, Марсель Ланжіє, Люсьєн Лоран і Робер Мерсьє (двічі). Це була друга поразка, на європейському континенті, в історії британської збірної і перша з великим рахунком.
Протягом 1932–1933 років, сім разів виходив на поле з капітанською пов'язкою. Останню гру провів проти збірної Італії 5 грудня 1937 року (нічия 0:0). Всього у складі національної команди — 30 матчів, 7 забитих м'ячів.

## Досягнення
- Володар кубка Франції (1):

«Ексельсіор» (Рубе): 1933
- Фіналіст кубка Франції (1):

«Серкль Атлетік»: 1928

## Статистика
Статистика виступів в офіційних матчах:
| Сезон             | Команда           | Чемпіонат | Чемпіонат | Чемпіонат | Кубок | Кубок | Збірна | Збірна |
| Сезон             | Команда           | Ліга      | Ігри      | Голи      | Ігри  | Голи  | Ігри   | Голи   |
| ----------------- | ----------------- | --------- | --------- | --------- | ----- | ----- | ------ | ------ |
| 1926/27           | «Серкль Атлетік»  | —         | —         | —         | 5     | 2     | 2      | 0      |
| 1927/28           | «Серкль Атлетік»  | —         | —         | —         | 7     | 4     | 5      | 1      |
| 1928/29           | «Серкль Атлетік»  | —         | —         | —         | 4     | 6     | —      | —      |
| 1929/30           | «Ексельсіор»      | —         | —         | —         | 1     | 0     | 1      | 0      |
| 1930/31           | «Ексельсіор»      | —         | —         | —         | 5     | 5     | 6      | 3      |
| 1931/32           | «Ексельсіор»      | —         | —         | —         | 3     | 2     | 5      | 1      |
| 1932/33           | «Ексельсіор»      | Д-1       | 14        | 6         | 7     | 3     | 5      | 1      |
| 1933/34           | «Ексельсіор»      | Д-1       | 6         | 0         | 2     | 0     | —      | —      |
| 1934/35           | «Ред Стар»        | Д-1       | 24        | 7         | 5     | 3     | 3      | 0      |
| 1935/36           | «Сент-Етьєн»      | Д-2       | 31        | 7         | 3     | 3     | —      | —      |
| 1936/37           | «Сент-Етьєн»      | Д-2       | 29        | 11        | 2     | 2     | —      | —      |
| 1937/38           | «Серкль Атлетік»  | Д-2       | 29        | 8         | 2     | 0     | 3      | 1      |
| 1938/39           | «Серкль Атлетік»  | Д-2       | 26        | 7         | 4     | 4     | —      | —      |
| Усього за кар'єру | Усього за кар'єру | Д-1       | 44        | 13        | 50    | 34    | 30     | 7      |
| Усього за кар'єру | Усього за кар'єру | Д-2       | 115       | 33        | 50    | 34    | 30     | 7      |

Статистика виступів на чемпіонатах світу:
| група «А» 13 липня 1930 |

| Франція                        | 4 — 1 | Мексика       |
| ------------------------------ | ----- | ------------- |
| Лоран 19', 40' Машіно 43', 87' | Звіт  | Карреньйо 70' |

| «Естадіо Посітос» (Монтевідео) Глядачів: 4 444 |

Франція: Алексіс Тепо, Марсель Ланжіє, Александр Віллаплан (), Ернест Лібераті, Андре Машіно, Етьєн Маттле, Марсель Пінель, Люсьєн Лоран, Марсель Капелль, Огюстен Шантрель, Едмон Дельфур. Тренер — Рауль Кодрон.
Мексика: Оскар Бонфільйо, Хуан Карреньйо, Рафаель Гутьєррес (), Хосе Руїс, Альфредо Санчес, Луїс Перес, Іларіо Лопес, Діонісіо Мехія, Феліпе Росас, Мануель Росас, Ефраїн Амескуа. Тренер — Хуан Луке.
| група «А» 15 липня 1930 |

| Аргентина | 1 — 0 | Франція |
| --------- | ----- | ------- |
| Монті 81' | Звіт  |         |

| «Естадіо Парк Сентрал» (Монтевідео) Глядачів: 23 409 |

Аргентина: Анхель Боссіо, Франсіско Варальйо, Хосе Делья Торре, Луїс Монті, Хуан Еварісто, Маріо Еварісто, Мануель Феррейра (), Роберто Черро, Рамон Муттіс, Наталіо Перінетті, Педро Суарес. Тренер — Франсіско Оласар.
Франція: Алексіс Тепо, Ернест Лібераті, Андре Машіно, Етьєн Маттле, Марсель Пінель, Марсель Ланжіє, Александр Віллаплан (), Люсьєн Лоран, Марсель Капелль, Огюстен Шантрель, Едмон Дельфур. Тренер — Рауль Кодрон.
| група «А» 19 липня 1930 |

| Чилі         | 1 — 0 | Франція |
| ------------ | ----- | ------- |
| Субіабре 65' | Звіт  |         |

| «Естадіо Сентенаріо» (Монтевідео) Глядачів: 2 000 |

Чилі: Роберто Кортес, Томас Охеда, Карлос Відаль, Еберардо Вільялобос, Гільєрмо Ріверос, Гільєрмо Сааведра, Карлос Шнебергер, Гільєрмо Субіабре, Артуро Торрес, Касіміро Торрес, Ернесто Чапарро. Тренер — Дьордь Орт.
Франція: Алексіс Тепо, Еміль Венант, Ернест Лібераті, Етьєн Маттле, Марсель Пінель, Марсель Капелль, Огюстен Шантрель, Едмон Дельфур, Селестен Дельмер, Марсель Ланжіє, Александр Віллаплан (). Тренер — Рауль Кодрон.